# Derrero
Derrero je velšská hudební skupina, kterou tvoří Andy Fung (zpěv, kytara), Ashley Cooke (zpěv, kytara), Mary Wycherley (klávesy) a David Hirst (baskytara). Přestože vznikla a působí ve Walesu, tvoří ji Angličané. Debutovala v roce 1997 čtrnáctipísňovým eponymním albem, které produkoval Greg Haver, majitel vydavatelství Big Noise Recordings. Následovala tři EP s celkem třinácti písněmi a v roce 2000 druhá dlouhohrající deska Fixation with Long Journeys. Roku 2000 kapela vystupovala ve filmu Beautiful Mistake, v němž spolu s hlavním protagonistou Johnem Calem zahrála píseň „Buffalo Ballet“. Po zániku vydavatelství Big Noise vydala ještě jedno studiové album, nazvané Comb the Breaks (Sylem Records), a poté ukončila svou činnost.
V roce 2016 byla skupina obnovena a odehrála koncert v cardiffském klubu The Moon v rámci festivalu Sŵn. O tři roky později vydala čtyři nové písně na EP Lost Fixations a v roce 2020 svou první dlouhohrající desku po osmnácti letech. V listopadu 2022 kapele vyšlo páté studiové album Curvy Lines.
V letech 1999 až 2001 kapela třikrát vystupovala v pořadu Johna Peela na BBC Radio 1 a její píseň „Radar Intruder“ byla zařazena do programu Peelennium, pro který Peel vybral přibližně čtyři stovky nejlepších písní 20. století.

## Diskografie

### Alba
- Derrero (Big Noise Recordings, 1997, CD a LP, čtrnáct písní)
- Fixation with Long Journeys (Big Noise Recordings, 2000, CD, čtrnáct písní)
- Comb the Breaks (Sylem Records, 2002, CD, třináct písní)
- Time Lapse (Recordiau Cae Gwyn Records, 2020, CD a LP, dvanáct písní)
- Curvy Lines (Recordiau Prin, 2022, CD, dvanáct písní)

### EP
- Small Pocket Machine (Big Noise Recordings, 1997, CD EP, čtyři písně)
- Radar Intruder (Big Noise Recordings, 1998, CD EP, čtyři písně)
- Unstraightforwardtune (Big Noise Recordings, 1998, CD EP, pět písní)
- Lost Fixations (vlastní náklad, 2019, digitální EP, čtyři písně)

### Singly
- „Dipstick“ / „Tiny Shoes“ (Size 8 Recordings, 1997, 7" singl)
- „Radar Intruder“ / „She Wiped the Floor“ (Big Noise Recordings, 1998, 7" singl)
- „Aerial Angle“ / „Vine in Mind“ (Boobytrap Records, 2001, CD singl)